# Токарев, Николай Данилович
Николай Данилович Токарев (при рождении — Воржесинский; 19 декабря 1915 — 24 июля 1978) — советский офицер-пехотинец во время Великой Отечественной войны, Герой Советского Союза (1944, указ о награждении отменён). Капитан.

## Биография
Родился 19 декабря 1915 года в селе Ермаковское Енисейской губернии Российской империи (ныне — Ермаковский район Красноярского края) в крестьянской семье. В 1922 году сменил фамилию на «Токарев». В 1930 году он окончил четыре класса начальной школы, после чего работал в колхозе имени С. М. Будённого на должности финансового агента при сельсовете. В 1936 году Токарев окончил курсы председателей сельпо в Ермаковском, после чего работал председателем сельпо и бригадиром.
В апреле 1936 года Токарев был призван на службу в Рабоче-крестьянскую Красную Армию. В феврале 1937 года он окончил полковую школу 76-го стрелкового полка 150-й стрелковой дивизии Особой Краснознамённой Дальневосточной армии в городе Ворошилов (ныне — Уссурийск) Приморского края, затем до мая 1938 года проходил службу в должности помощника командира взвода на 85-м военном складе РККА. В январе 1939 года Токарев окончил курсы младших лейтенантов, командовал взводом 94-го стрелкового полка 32-й стрелковой дивизии на Дальнем Востоке. В июне 1940 года он окончил курсы усовершенствования начсостава командиров рот Сибирского военного округа в городе Ачинске Красноярского края. В марте 1941 года он был назначен командиром стрелковой роты в своём полку.
С июля 1941 года — на фронтах Великой Отечественной войны. В первом же бою 18 июля 1941 года Токарев был тяжело ранен, полгода лечился в госпитале в Новосибирске. В декабре 1941 года он был назначен командиром миномётной роты 957-го стрелкового полка 309-й стрелковой дивизии 6-й резервной армии. В июле 1942 года вновь вернулся на фронт. Принимал участие в оборонительных боях на Дону летом-осенью 1942 года, в Острогожско-Россошанской, Воронежско-Касторненской и Харьковской операциях, Курской битве, битве за Днепр. Отличился в зимнем наступлении в январе-феврале 1943 года и в боях за освобождение Белгорода, в которых его рота нанесла немцам большие потери, а сам Токарев заменил в бою выбывшего командира батальона и успешно руководил его действиями в бою. В том же феврале 1943 года был ранен. До мая лечился в госпитале.
К началу битвы за Днепр капитан Н. Д. Токарев командовал батальоном 957-го стрелкового полка 309-й стрелковой дивизии 40-й армии Воронежского фронта. Отличился в боях на подступах к Днепру и во время его форсирования в районе села Щучинка Кагарлыкского района Киевской области Украинской ССР. 2 сентября 1943 года батальон прорвал оборону немецких подразделения на реке Псёл, после чего с боями прошёл 300 километров, освободил множество населённых пунктов, участвовал в освобождении города Пирятин. В этих боях батальоном было уничтожено не менее 300 солдат противника. В ночь с 23 на 24 сентября 1943 года Токарев непосредственно руководил переправой батальона через Днепр, несмотря на массированный вражеский огонь. 25 сентября 1943 года Токарев был ранен и отправлен в госпиталь.
23 октября 1943 года Указом Президиума Верховного Совета СССР за «мужество и героизм, проявленные при выполнении заданий командования на фронте борьбы с немецко-фашистскими захватчиками» капитан Николай Токарев был удостоен высокого звания Героя Советского Союза с вручением ордена Ленина и медали «Золотая Звезда» за номером 2544. (Наградной лист был оформлен лишь 31 октября 1943 года, что напрямую свидетельствует о случайном присвоении звания Героя Советского Союза).
С марта 1944 года Токарев учился на курсах «Выстрел».
20 июня 1944 года по войскам 1-го Украинского фронта был издан приказ № 1070 ««О незаслуженном представлении к званию Героя Советского Союза капитана Токарева и старшего лейтенанта Наумкина». По итогам проведенного расследования в Президиум Верховного Совета СССР ушло ходатайство о лишении этих офицеров звания Героя Советского Союза.
11 сентября 1944 года Указ Президиума Верховного Совета СССР от 23 октября 1943 года в части присвоения звания Героя Советского Союза Токареву Николаю Даниловичу был отменён «в связи с необоснованным представлением».
В январе-марте 1945 года лечился в санатории в Пятигорске. С марта 1945 года Токарев вновь на фронте, вернулся на ту же должность. Принимал участие в осаде Бреслау (ныне — Вроцлав, Польша), батальон под его командованием захватил два городских квартала и нанёс большие потери защитникам.
С мая 1945 года Токарев был командиром батальона 116-го гвардейского стрелкового полка 40-й гвардейской стрелковой дивизии 4-й гвардейской армии в Центральной группе войск. В январе 1946 года Токарев был назначен командиром стрелкового батальона в 57-м гвардейском стрелковом полку 17-й гвардейской механизированной дивизии. В июле 1946 года Токарев был уволен в запас.
9 сентября 1965 года Токарев написал жалобу на имя Леонида Брежнева, затем ещё несколько раз писал ходатайства, но добиться восстановления в звании Героя ему так и не удалось.
Проживал и работал в городе Геническ Херсонской области Украинской ССР, затем в городе Кызыл Тувинской АССР. В декабре 1970 года он был переведён из запаса в отставку. Умер 24 июля 1978 года в селе Ермаковское, когда гостил у своего брата. Тело было перевезено в город Кызыл. Похоронен в Кызыле.
Был также награждён орденами Отечественной войны 1-й степени (23.04.1943) и 2-й степени (06.06.1945), медалями «За освобождение Варшавы», «За победу над Германией» и рядом других.
Бюст Н. Д. Токарева установлен на Аллее Славы в Кызыле среди бюстов других Героев Советского Союза, живших в этом городе.